# Jakuze
Jakuze (ヤクザ); pogosto je v uporabi tudi poimenovanje gokudō (極道);"naporna pot"), so člani mednarodnih združb organiziranega kriminala po poreklu iz Japonske. Japonska policija in mediji jih, po zahtevi tamkajšnje policije, imenujejo (暴力団; bōryokudan;"nasilne skupine"), medtem ko člani sami sebe imenujejo (任侠団体;'ninkyō dantai;"spoštovane organizacije". Angleška sopomenka za izraz yakuza je gangster, kar pomeni osebo, ki je vpletena v kriminalne združbe, v delovanju podobne mafiji.
Jakuze so znane po svojih strogih kodeksih obnašanja, organizirani fevdni naravi in več nekonvencionalnih obrednih praksah, kot je yubitsume ali amputacija levega mezinca.  Značilna zunanja podoba članov naj bi bila moški z močno potetoviranimi telesi in oblečeni v fundoshi, včasih s kimonom ali, v zadnjih letih, z zahodnjaško "formalno" obleko, ki jih pokriva. Ta skupina še vedno velja za eno "najbolj sofisticiranih in najbogatejših kriminalnih organizacij".
Na svojem vrhuncu so bile jakuze zelo prisotne v japonskih medijih, delovali pa so tudi v mednarodnem prostoru. Leta 1963 je število članov in kvazičlanov jakuze doseglo vrh 184.100. Vendar se je to število drastično zmanjšalo, upad pripisujejo spreminjajočim se tržnim priložnostim in pravnemu in družbenemu razvoju na Japonskem, kar preprečuje rast članstva jakuz. Leta 1991 je imela 63.800 članov in 27.200 kvazičlanov, do leta 2023 pa le še 10.400 članov in 10.000 kvazičlanov. Jakuze se starajo, ker se mladi težko pridružijo, njihova povprečna starost pa je bila konec leta 2022 54,2 leta: 5,4 % v 20-ih, 12,9 % v 30-ih, 26,3 % v 40-ih, 30,8 % v 50-ih, 12,5 % v 60. in 11,6 % v 70. ali več, pri čemer je več kot polovica članov v 50. ali več. 
Jakuze se še vedno redno ukvarjajo s številnimi kriminalnimi dejavnostmi; mnogi japonski državljani se še vedno bojijo grožnje, ki jo ti posamezniki predstavljajo za njihovo varnost. Danes na Japonskem ni stroge prepovedi članstva v jakuzah, čeprav so v veljavi različni zakoni, katerih cilj je oviranje prihodkov in povečanje odgovornosti za kriminalne dejavnosti.

## Izvor imena
Ime jakuza izvira iz tradicionalne japonske igre s kartami Oicho-Kabu, igre, pri kateri je cilj izvleči tri karte, ki skupaj dajo rezultat 9. Če vsota kart presega 10, se kot rezultat uporabi njena druga številka, če je vsota natanko 10, je rezultat 0. Če so tri izvlečene karte 8-9-3 (v japonščini izgovorjeno ya-ku-sa), je vsota 20 in je zato rezultat nič, zaradi česar je izenačenje najslabša možne kombinacije.  V japonščini je beseda jakuza običajno zapisana v katakani (ヤクザ).